# Нейтик
Нейтик — город в округе Мидлсекс, штат Массачусетс, США. Находится недалеко от центра региона Метро-Вест штата Массачусетс, в 16 км к западу от Бостона. Нейтик является частью Большого Бостона. Центр населения Массачусетса в 2000 и 2010 годах находился в Нейтике. Население составляло 32 786 человек по переписи 2010 года и 34 230 человек в 2014 г., что означает, что с 2010 по 2014 год оно выросло на 3,6 %, что сделало его одним из самых быстрорастущих городов Бостона.

## Название
Название Нейтик происходит из языка индейского племени массачусетов и обычно означает «Место холмов». Более точный перевод может быть «место [наших] поисков» после успешного поиска Джоном Элиотом места для своего поселения молящихся индейцев.

## История
Впервые Нейтик был основан как поселение в 1651 году Джоном Элиотом, пуританским миссионером, родившимся в Уидфорде, Хартфордшир, Англия. Элиот имел поручение и средства от Длинного парламента Англии поселить обращённых в христианство индейцев Массачусетта, называемых «молящимися индейцами», по обе стороны реки Чарльз, на земельном участке, отделённом от поселения в Дедхэме. Нейтик был первым в группе «молитвенных городов Элиота» и долгое время служил их центром. Вскоре Элиот, при помощи других переводчиков-индейцев, напечатал первую в Америке Библию на алгонкинском языке.
Колониальное правительство размещало подобные поселения в виде кольца деревень вокруг Бостона в качестве оборонительной стратегии.
Под влиянием Элиота и других проповедников, местные поселенцы стали менять отношение к индейцам: вместо их убийства они стали прикладывать усилия по их евангелизации. В ноябре 1675 года, во время войны короля Филиппа, индейцы из Нейтика были выселены на остров Дир-Айленд. Многие умерли от болезней и холода, а у тех, кто выжил, были разрушены дома. Индейская деревня не полностью восстановилась, и земля, принадлежащая индейской общине, постепенно продавалась белым поселенцам для покрытия долгов. К 1785 году большинство индейцев покинули Нейтик. После войны короля Филиппа противостояние Эллиота и некоторых других миссионеров казням и порабощению индейцев было в конечном итоге подавлено угрозами смерти.
В 1775 году и англичане, и молящиеся индейцы из Нейтика участвовали в битвах при Лексингтоне и Банкер-Хилле, а также служили в Континентальной армии. Имена индейских солдат Нейтика увековечены, наряду с другими участниками войны за независимость, на памятном камне на Понд-стрит недалеко от центра города.
Город получил официальный статус в 1781 году. Генри Уилсон, сенатор США, ставший 18-м вице-президентом Соединенных Штатов (1873—1875), большую часть своей жизни провёл в Нейтике, работая сапожником и школьным учителем и был там же похоронен. В его честь названа одна из средних школ Нейтика.
Хотя Нейтик был в первую очередь фермерским городом, изобретение швейной машины в 1858 году привело к росту нескольких обувных фабрик. Бизнес процветал и достиг своего пика к 1880 году, когда Нейтик с 23 действующими фабриками занял третье место в стране по количеству произведенной обуви. Обувь, производимая в Нейтике, была в основном тяжелой рабочей, и только одна или две компании производили более легкие модельные туфли. Нейтик был известен своими броганами (туфлями), тяжелыми ботинками до щиколотки, которые носили солдаты во время Гражданской войны в США. Также, благодаря изобретению местного жителя Джона Уолкотта, город производил бейсбольные мячи.
В 1874 году пожар в центре города Нейтик разрушил 18 бизнес-кварталов, две обувные фабрики, ратушу, единственную пожарную машину Нейтика и конгрегационалистскую церковь, а также многие частные дома. Хотя никто не погиб, потеря имущества в процентном отношении к средствам города была выше, чем Великий чикагский пожар 1871 года. В 1875 году было открыто новое Центральное пожарное депо Нейтика на Саммер-стрит. В настоящее время в здании бывшей пожарной части размещается частный некоммерческий Центр искусств в Нейтике (TCAN).
В 1891 году команда городской пожарной команды выиграла «Чемпионат мира по крюкам и лестницам», соревнование между пожарными командами четырёх районных городов. Победа дала городу прозвище «Дом чемпионов».
Также в Нейтике, штат Массачусетс располагается Командный центр развития боевых возможностей солдат (Combat Capabilities Development Command Soldier Center, CCDC SC), ранее известный как Научно-исследовательский, опытно-конструкторский и инженерный центр армии США, который представляет собой военный научно-исследовательский комплекс, на который Министерство обороны США возложило задачу проведения исследований и разработок (включая поставку и обеспечение) продовольствия, одежды, укрытий, систем десантирования и других предметов поддержки военнослужащих для армии США.
Каждый год в День патриотов через Нейтик проходят 8-12 миль Бостонского марафона по шоссе 135 / Центральная улица, и тысячи жителей и гостей выстраиваются вдоль дороги, чтобы посмотреть на этот марафон.

## Фотогалерея

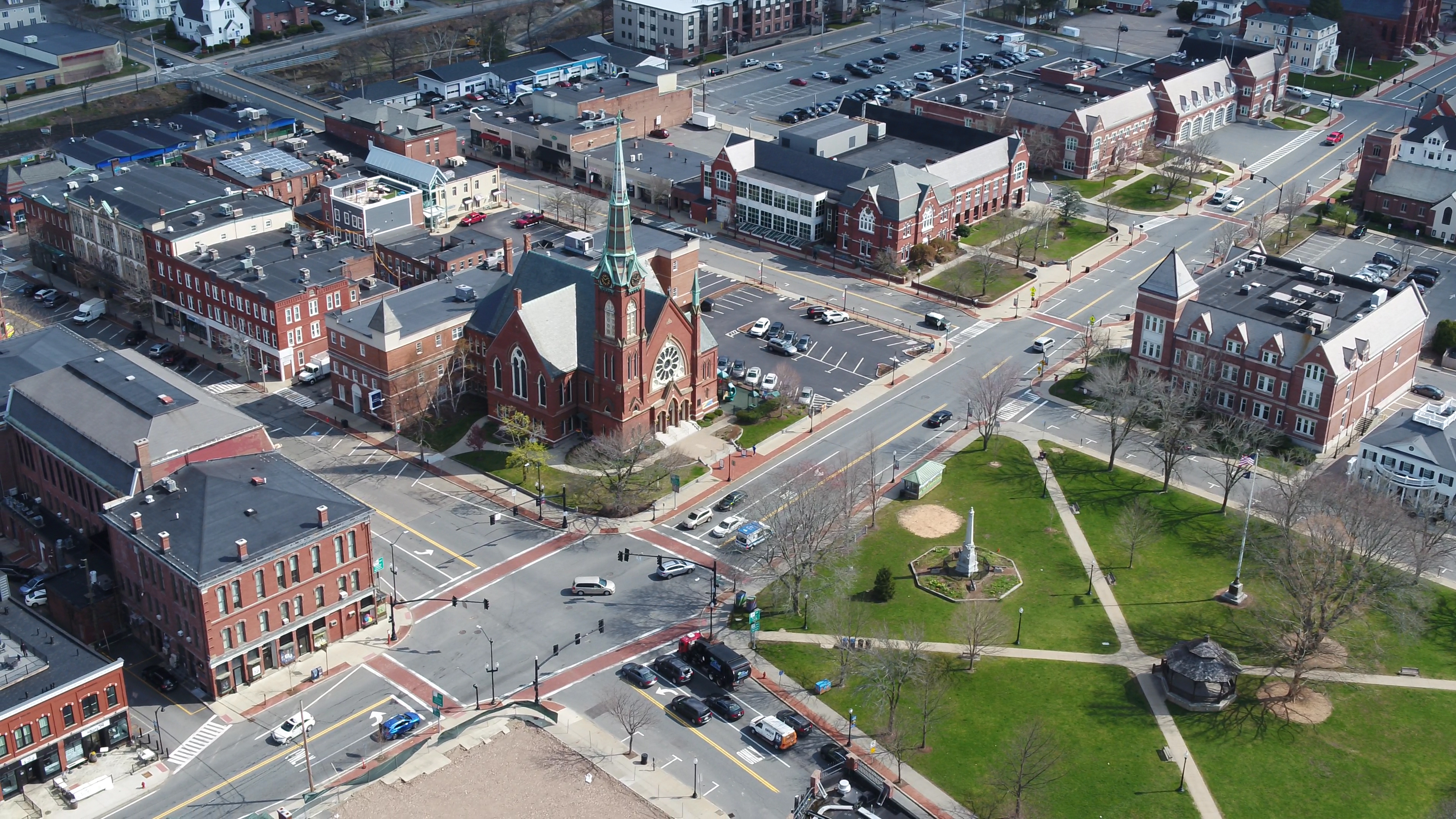
Центр Нейтика. Весна 2020
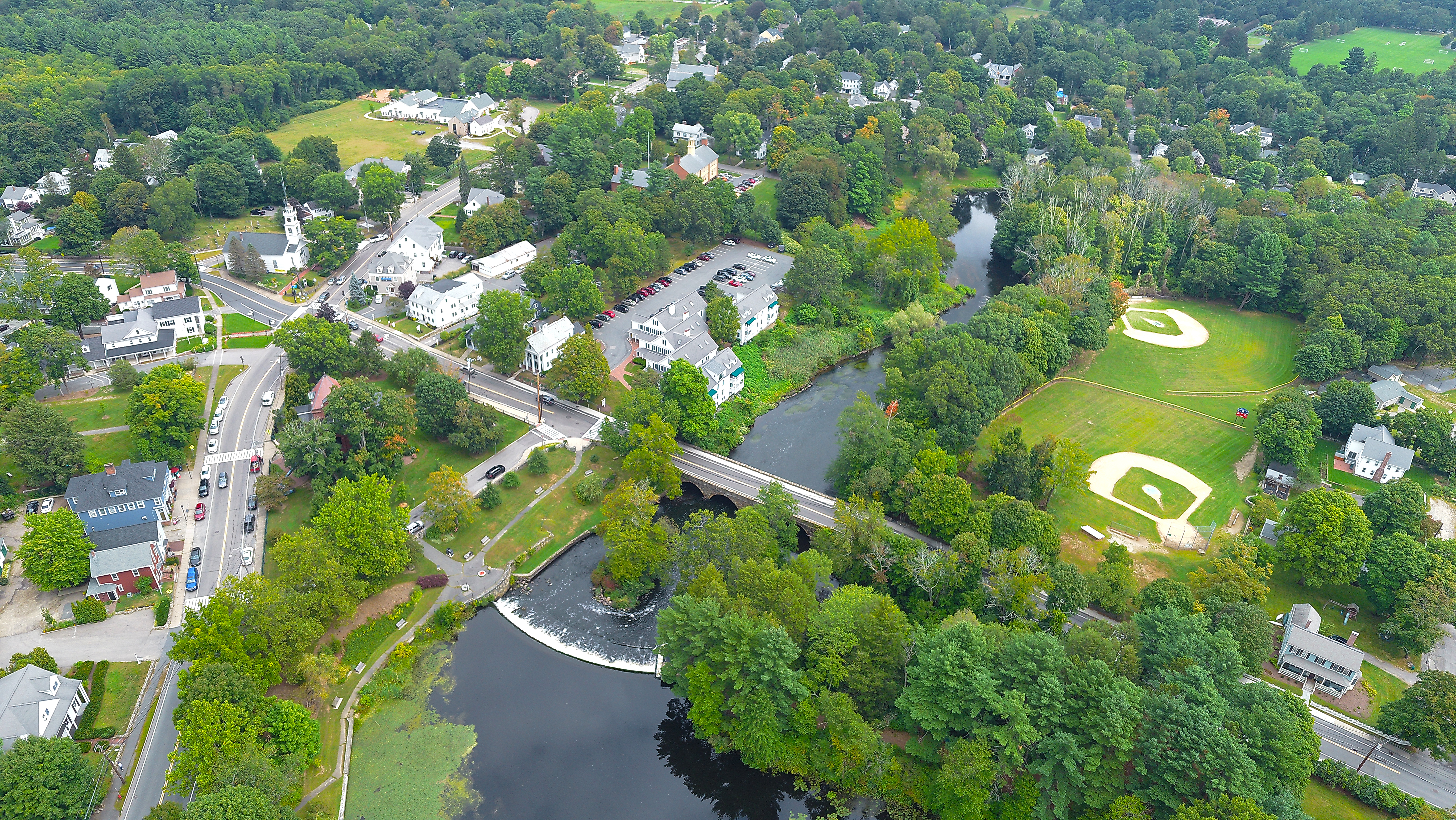
Южный Нейтик
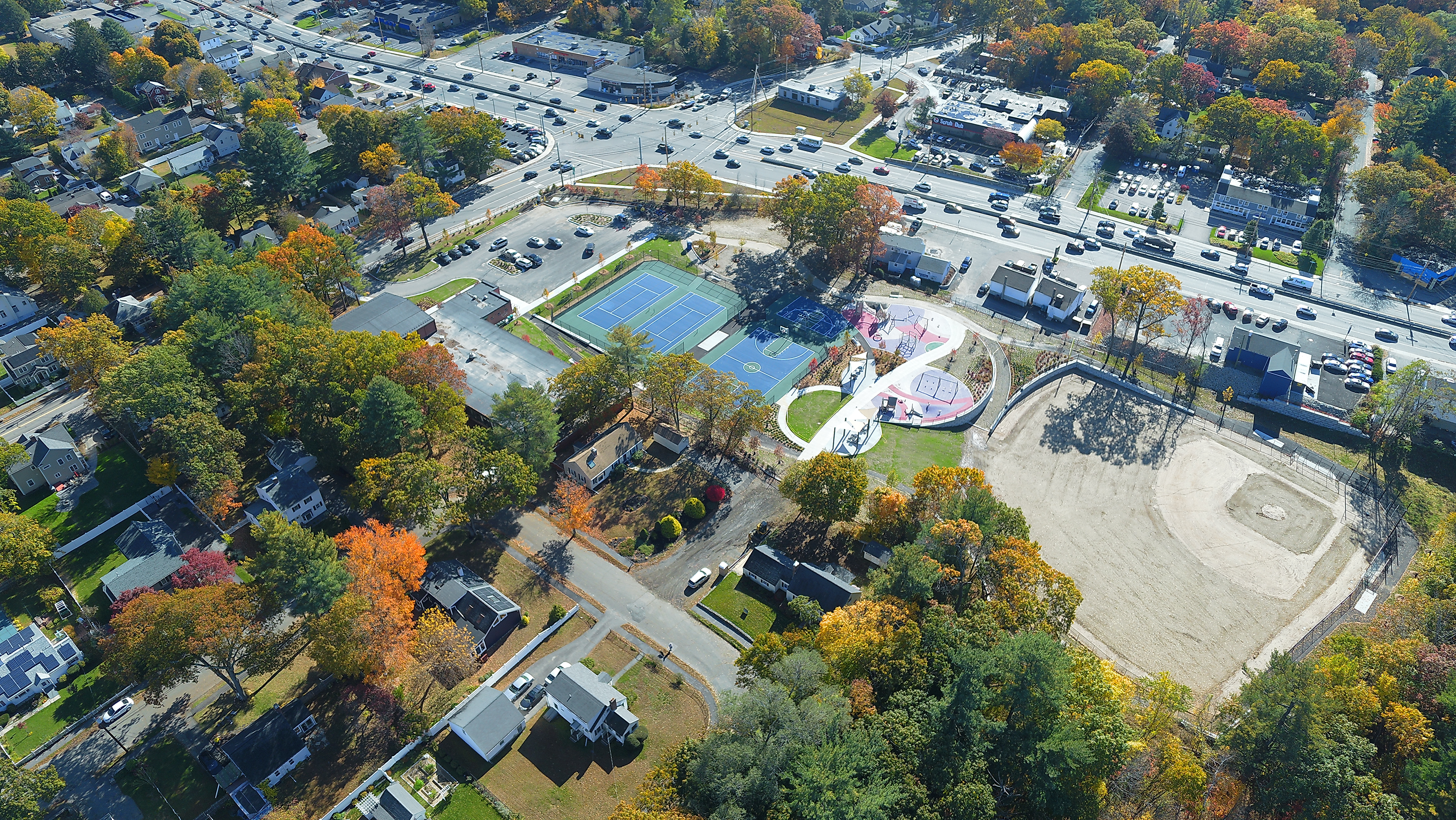
Восточный Нейтик
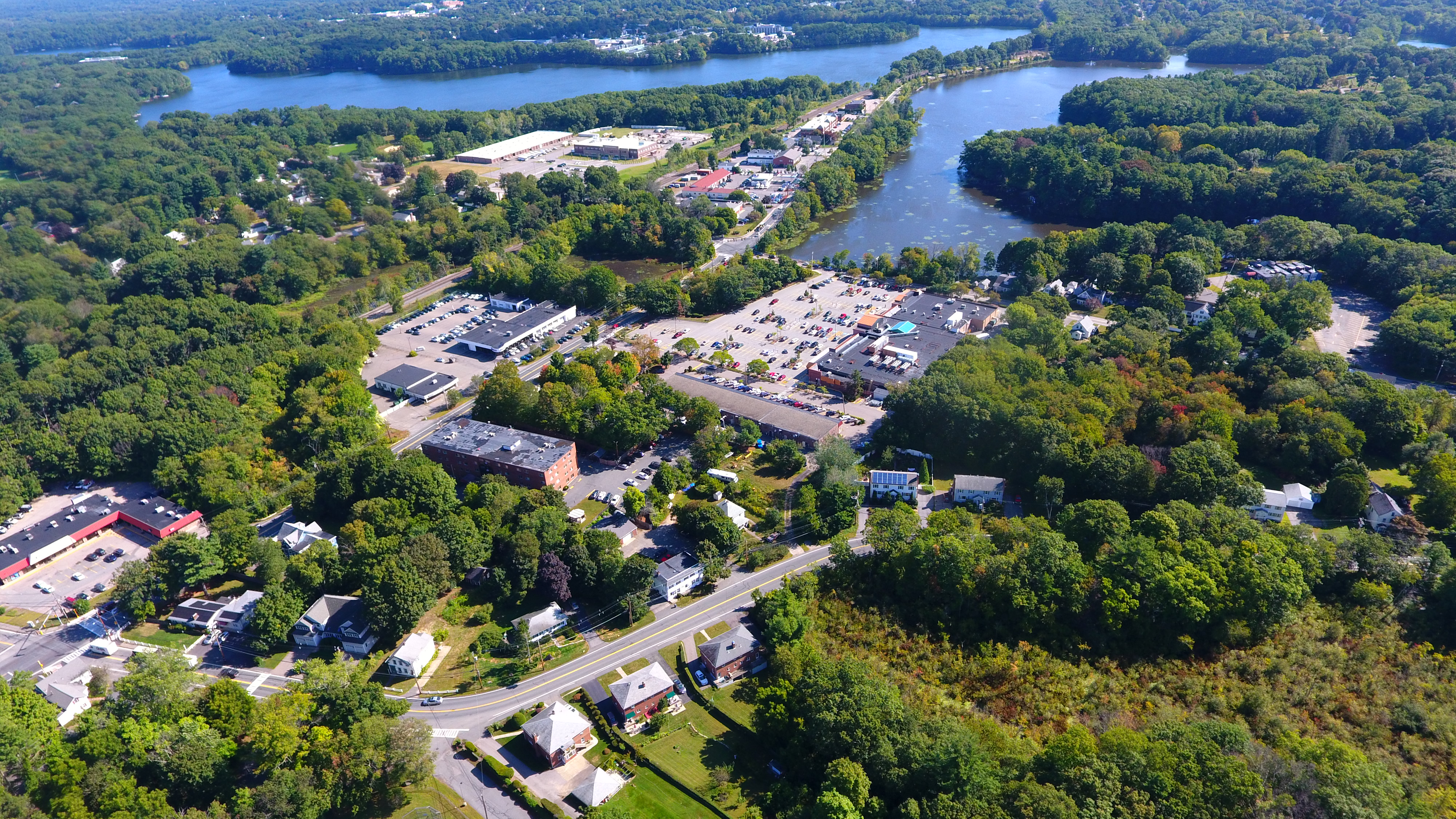
Западный Нейтик
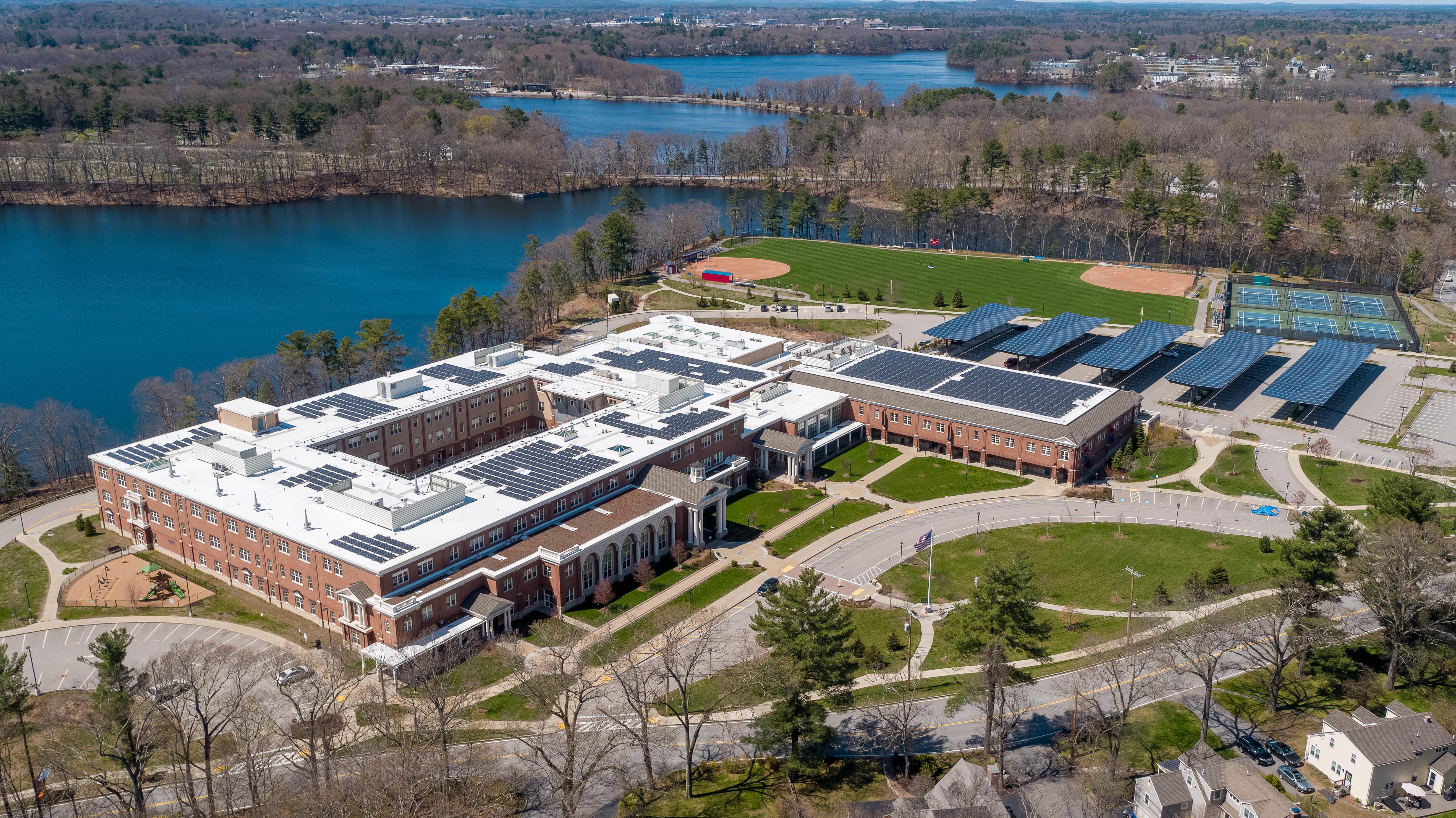
Средняя школа Нейтика

## Ссылка
- Официальный сайт Natick